# David Elleray
David Roland Elleray (Dover, 3 september 1954) is een voormalig voetbalscheidsrechter uit Engeland. Hij leidde in totaal 199 duels in de Premier League, waarin hij 551 gele kaarten en 33 rode kaarten uitdeelde. Elleray maakte zijn debuut in de hoogste Engelse divisie op 18 augustus 1992, toen hij de wedstrijd Liverpool–Sheffield United (2–1) onder zijn hoede had. Hij was onder meer actief bij het EK voetbal 1996 in eigen land.